# SN 2003bh
SN 2003bh – supernowa typu Ia odkryta 21 lutego 2003 roku w galaktyce A100006+2816. W momencie odkrycia miała maksymalną jasność 19,90m.